# Giro dell'Appennino 2025
Il Giro dell'Appennino 2025, ottantaseiesima edizione della corsa e valevole come evento dell'UCI Europe Tour 2025 categoria 1.1, si svolse il 24 giugno 2025 su un percorso di 198,5 km, con partenza da Novi Ligure e arrivo a Genova, in Italia. La vittoria fu appannaggio dell'italiano Diego Ulissi, il quale completò il percorso in 5h00'09", alla media di 39,68 km/h, precedendo l'ucraino Andrij Ponomar e il connazionale Simone Velasco.
Sul traguardo di Genova 61 corridori, dei 125 partiti da Novi Ligure, portarono a termine la competizione.

## Squadre e corridori partecipanti
| N.    | Cod. | Squadra                         |
| ----- | ---- | ------------------------------- |
| 1-7   | UAD  | UAE Team Emirates XRG           |
| 11-17 | XAT  | XDS Astana Team                 |
| 21-27 | IWA  | Intermarché-Wanty               |
| 31-37 | BBH  | Burgos Burpellet BH             |
| 41-47 | TFT  | Solution Tech Vini Fantini      |
| 51-57 | PTV  | Team Polti VisitMalta           |
| 61-67 | VBF  | VF Group-Bardiani CSF-Faizanè   |
| 71-77 | RBC  | Red Bull-Bora-Hansgrohe Rookies |
| 81-87 | BTC  | Beltrami TSA Tre Colli          |
| 91-97 | BIE  | Biesse-Carrera-Premac           |

| N.      | Cod. | Squadra                            |
| ------- | ---- | ---------------------------------- |
| 101-107 | GEF  | General Store-Essegibi-F.lli Curia |
| 111-117 | GSC  | Gragnano Sporting Club             |
| 121-126 | MHB  | MBH Bank Ballan CSB                |
| 131-137 | MGK  | MG.K Vis Costruzioni e Ambiente    |
| 141-147 | PAD  | S.C. Padovani Polo Cherry Bank     |
| 151-157 | TER  | Team Technipes #inEmiliaRomagna    |
| 161-167 | PTL  | Petrolike                          |
| 171-177 | VSC  | Victoria Sports Pro Cycling        |
| 181-186 | KGC  | Karcag Cycling ÉPKAR Team          |

## Ordine d'arrivo (Top 10)
| Pos. | Corridore         | Squadra       | Tempo    |
| ---- | ----------------- | ------------- | -------- |
| 1    | Diego Ulissi      | XDS           | 5h00'09" |
| 2    | Andrij Ponomar    | Petrolike     | a 9"     |
| 3    | Simone Velasco    | XDS           | a 14"    |
| 4    | Alessandro Covi   | UAE           | s.t.     |
| 5    | Francesco Busatto | Intermarché   | s.t.     |
| 6    | Lorenzo Quartucci | Solution Tech | s.t.     |
| 7    | Valerio Conti     | Solution Tech | s.t.     |
| 8    | Louis Barré       | Intermarché   | s.t.     |
| 9    | Luca Paletti      | VF Group      | s.t.     |
| 10   | Davide De Cassan  | Polti         | s.t.     |